# زهير خزيم
زهير مصطفى خزيم (مواليد 1963 في اللاذقية) مهندس مدني وسياسي سوري شغل منصب وزير النقل في حكومات حسين عرنوس الأولى والثانية ومحمد غازي الجلالي منذ 30 أغسطس 2020 إلى كانون الأول 2024 بعد سقوط نظام الأسد.

## نُبذة
من مواليد اللاذقية، حاصل على دبلوم هندسة مدنية من الاتحاد السوفيتي، عمل كمهندس تنفيذ وإشراف في المؤسسة العامة لمياه الشرب والصرف الصحي في اللاذقية، كما شغل منصب مدير فرع ومدير مركزي في الشركة العامة لاستصلاح الأراضي بحلب عام 1996، ومعاون مدير عام مؤسسة الإسكان العسكرية ومديرًا للفرع 7 الإنشائي عام 2008، وكان مدير عام مؤسسة الإسكان العسكرية منذ عام 2017 وحتى تعيينه وزيراً للنقل في 30 آب 2020.